# Anisodes kohensis
Anisodes kohensis là một loài bướm đêm trong họ Geometridae.